# 數位廳
數位廳（日语：／ Dejitaru chō */?），是日本的一個行政機關，於2021年（令和3年）9月1日成立，隸屬於內閣，其職掌為推動國家與地方行政之資訊化及數位化轉型。首長由內閣總理大臣兼任，另設數位大臣（デジタル大臣）、副大臣、大臣政務官和數位監等主管官員。
與復興廳一樣，數位廳並非《國家行政組織法》之適用機關，而是另定《數位廳設置法》做為法源依據。

## 外部連結
- （日語）官方网站
- （日語）數位廳的X（前Twitter）
- （日語）數位廳的Facebook專頁
- （日語）數位廳的Instagram帳戶
- （日語）YouTube上的數位廳頻道